# Merdingen
Merdingen település Németországban, azon belül Baden-Württembergben. Lakosainak száma 2658 fő (2023. december 31.).

## Népesség
A település népessége az elmúlt években az alábbi módon változott:
| Lakosok száma | 1503 | 1761 | 1862 | 2037 | 2222 | 2414 | 2511 | 2572 | 2558 | 2658 |
|               | 1961 | 1967 | 1974 | 1980 | 1987 | 1993 | 2000 | 2006 | 2013 | 2023 |